# Vicaría de Su
La Vicaría de Su es una edificación de la entidad de población de Su perteneciente al municipio de Riner en la comarca catalana del Solsonés de la provincia de Lérida. Es una obra popular del siglo XV, incluida en el Inventario del Patrimonio Arquitectónico de Cataluña y protegida como Bien Cultural de Interés Nacional.

## Descripción

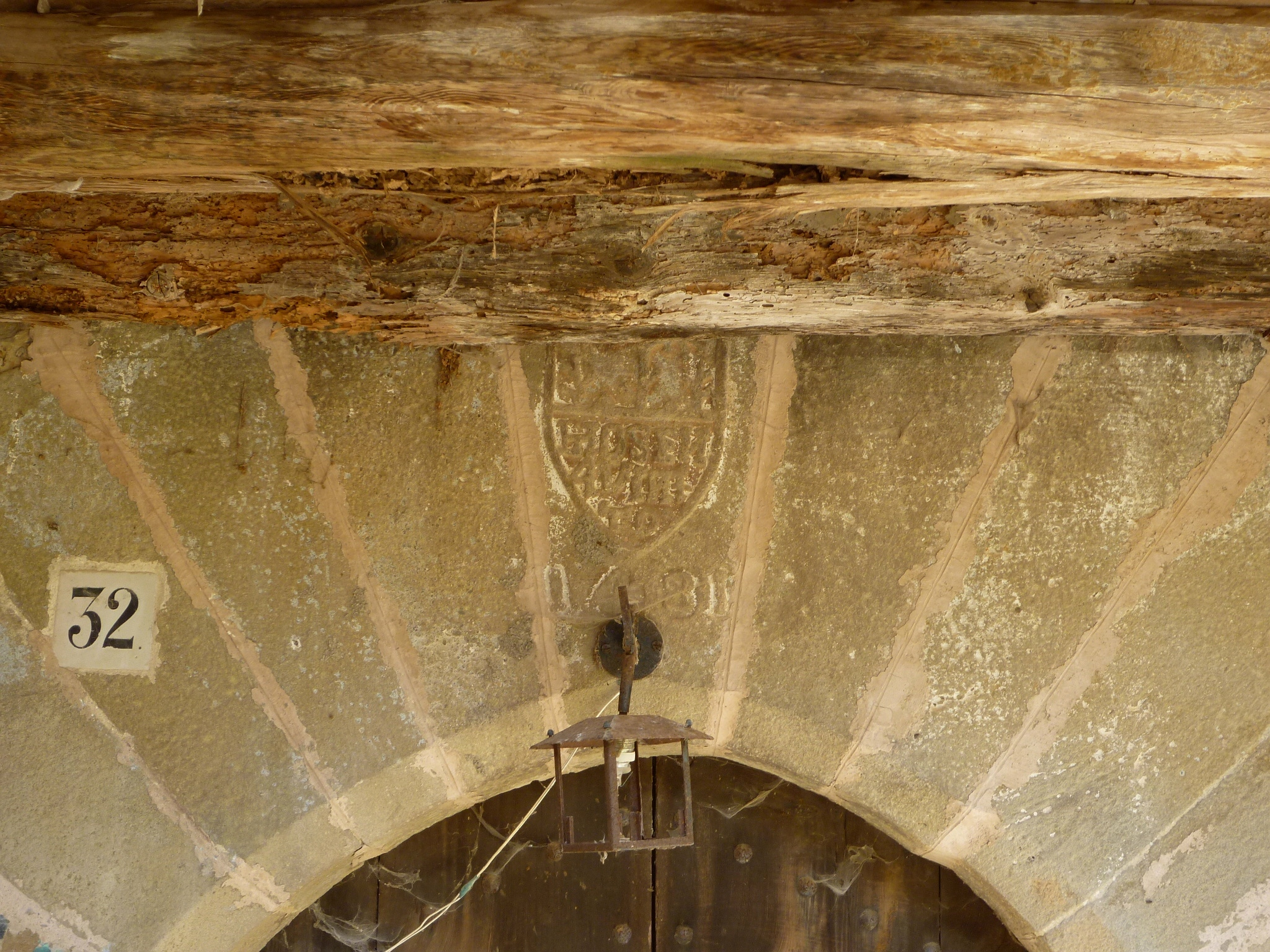
Dovela central de la puerta donde aparece la fecha de su construcción.

Es una edificación que consta de planta rectangular, orientada este-oeste y con un tejado de una sola vertiente. En la fachada principal se encuentra la puerta de entrada de arco ligeramente apuntado y realizado con grandes dovelas, en la central contiene la fecha de su construcción (1431). Sobre de la puerta hay una galería apuntada por un pilar de piedra. A cada lado de la casa hay adosadas construcciones posteriores.

### Noticias históricas
La vicaría, tal como está escrito en la puerta, se construyó en el año 1431 junto a la primitiva iglesia de Santa María de Su, también inventariada como patrimonio arquitectónico catalán. Delante de la casa se encontraba el antiguo cementerio de la población, que quedaba detrás de la iglesia ya que, el primitiva templo estaba orientado de diferente manera. En la parte que ahora corresponde la entrada principal, estaba el ábside de la iglesia.